# الرايخسوميسار
الرايخسوميسار
Reichskommissar (عُرف باسم «مفوض الإمبراطورية» أو «مفوض الرايخ» أو «المفوض الإمبراطوري»)، في التاريخ الألماني، لقب حاكم يستخدم لمختلف المكاتب العامة خلال فترة الإمبراطورية الألمانية والرايخ الثالث.

## الإمبراطورية الألمانية

### داخلي
في الإمبراطورية الألمانية الموحدة (بعد عام 1871)، تم تعيين رايخسوميسار للإشراف على المهام الخاصة. على سبيل المثال، كان هناك رايخسوميسار للهجرة (Reichskommissar für das Auswanderungswesen) في هامبورغ.
من المفترض أن يكون اللقب نفسه ك«المفوض الإمبراطوري الألماني» في حالة هيليغولاند، وهي جزيرة كانت ذات موقع استراتيجي سابقًا في بحر الشمال، سلمتها المملكة المتحدة رسميًا إلى ألمانيا في 9 أغسطس 1890 (بموجب معاهدة هيليغولاند وزنزبار) وفي 15 ديسمبر 1890 تم ضمها رسميًا إلى ألمانيا (بعد 18 فبراير 1891 جزءًا من مقاطعة شليسفيغ هولشتاين البروسية): 9 أغسطس 1890 - 1891 أدولف فيرموث (مواليد 1855 - 1927 م)

### استعماري
تم استخدام لقب رايخسوميسار خلال فترة الإمبراطورية الألمانية لمعظم حكام حماية (مصطلح ألماني يعني حرفيا محمية، ولكن ينطبق أيضا على المستعمرات العادية).

#### في شرق إفريقيا
- في تنجانيقا، المنطقة التي استحوذت عليها كارل بيترز في 17 فبراير 1885 لصالح شركة Deutsche Ostafrikanische Gesellschaft (DOAG ، «شركة شرق إفريقيا الألمانية»، والتي كانت في البداية تحت إدارة: 27 مايو 1885 - 8 فبراير 1888 كارل بيترز)، منذ إعلان محمية شرق إفريقيا الألمانية (7 مايو 1885 - 1 يوليو 1890) على مدينة ويتو في كينيا؛ المتنازع عليها من قبل بريطانيا. في 28 أبريل 1888 حصلت ألمانيا على عقد إيجار للشاطئ الساحلي من سلطان زنجبار، وتم تعيين رايشكوميسار فردي (8 فبراير 1888 - 21 فبراير 1891: هيرمان فون ويسمان (من مواليد 1853 - 1905)، بعده حكام 1 يناير 1891 عندما أعلنت مستعمرة شرق إفريقيا الألمانية (Deutsch Ostafrika)، وأنهت حكم شركة شرق إفريقيا الألمانية «الخاص».

## ألمانيا النازية
أعطى أدولف هتلر لقب رايخسوميسار لعدد من الحكام النازيين، وخاصةً في العديد من البلدان المحتلة خلال الحرب العالمية الثانية، ولكن أيضًا قبل الحرب لإعادة دمج الأراضي البروسية السابقة المستعادة في فرنسا، وكذلك العديد من المناطق الأخرى التي يقطنها السكان من العرق الألماني. بناءً على الظروف، يمكن أن يكونوا ديكتاتوريين وقمعيين، وعلى الأخص إريك كوخ في أوكرانيا.

### المحلية والمضمنة (العرق الألماني)
تم إجراء استفتاء عام في إقليم حوض سار (سارلاند حاليًا) في 13 كانون الثاني (يناير) 1935: أراد 90.3٪ من المصوتين الانضمام إلى ألمانيا بدلاً من الانضمام إلى فرنسا. عُين جوزيف بوركيل (من مواليد 1895 - 1944 م) في 1 مارس 1935 في منصب Reichskommissar für die Rückgliederung des سار، ثم غير أسلوبه من 17 يونيو 1936 إلى Reichskommissar für das Saarland، ومن 8 أبريل 1940 إلى Reichskommissar für die Saarpfalz. أخيرا الفترة من 11 مارس 1941، جعلت هو كان Reichsstatthalter في دير " Westmark " (الاسم الجديد في المنطقة، وهذا يعني «غرب مارس أو الحدود»)، حتى وفاته في 28 سبتمبر 1944 عندما خلفه ويلي ستوهر (مواليد 1903 أيضا NSDAP)، الذي بقي في منصبه حتى 21 مارس 1945.

#### السوديت
بعد ضم منطقة سوديتنلاند من تشيكوسلوفاكيا من قبل ألمانيا في 1 أكتوبر 1938، كانت تحت إدارة حاكم عسكري (فيلهلم كيتل؛ 1 أكتوبر 1938 - 20 أكتوبر 1938)، حتى تم تعيين كونراد هنلين ريشسكوميسار لحكم المناطق في 21 أكتوبر 1938. في 1 أكتوبر مايو 1939 تم إنشاء رايخسجاو Sudetenland «محلي» بشكل منتظم؛ بقي هنلاين في منصب الرايخشتاتالتر حتى أعيد دمج المنطقة في تشيكوسلوفاكيا في 4 مايو 1945.

#### فيينا
1 مايو 1939 - 1 أبريل 1940 جوزيف بروكيل (من مواليد 1895 - 1944 م) NSDAP، كان في الواقع آخر رئيس وزراء نمساوي في 15 أكتوبر 1938 تشكل عاصمة المدينة-كيان جروس-فيينا (فيينا الكبرى)، في المكتب الانتقالي، ثم تم إجراء نفس الشيء الأول من نوعين من Reichsstatthalter (هو حتى 10 أغسطس 1940)، أي ما يعادل غوليتر في ألمانيا.

### شمال وغرب أوروبا

#### النرويج
بعد فرار الملك النرويجي وحكومته خلال الغزو الألماني للبلاد وفشل الانقلاب السياسي الفاشي على يد فيدكون كويسلينج، عيّن هتلر رايشسكوميسار فور يموت خلفه نورتشيشان غيبيت (مفوض الرايخ للأراضي النرويجية المحتلة) في 24 أبريل 1940. وكان المكتب اثنين من رايخسوميسار متتاليين مع سلطة واسعة:

#### هولندا
بعد الغزو الألماني للبلاد، تم نفي الحكومة الهولندية وولي العهد إلى لندن وتم وضع هولندا تحت قيادة حاكمين عسكريين متتاليين:
- 10 مايو 1940 - 20 مايو 1940 - فيدور فون بوك (من مواليد 1880 - 1945 م)
- 20 مايو 1940 - 29 مايو 1940 - ألكساندر فون فالكنهاوزن (مواليد 1878 - 1966 م)

كان هناك شخص واحد من Reichskommissar für die besetzten niederländischen Gebiete (مفوض الرايخ للأراضي الهولندية المحتلة):
- 29 مايو 1940 - 5 مايو 1945 - آرثر سايس - استوكارت (مواليد 1892 - 1946 م)، NSDAP

#### بلجيكا وشمال فرنسا
وضعت بلجيكا مبدئيًا تحت قيادة عسكرية. انضمت البلاد إدارياً إلى «شمال فرنسا»، أي الأقسام الفرنسية المجاورة نورد وباس دي كاليه. وقد تم ذلك لأسباب أمنية، حيث كان من المقرر استخدام المنطقة كنقطة انطلاق في غزو متوقع لبريطانيا، وكذلك «لإعادة المطالبة» بالفلاندرز الفرنسية كجزء تاريخي من فلاندرز الجرمانية. كان للإدارة العسكرية في بلجيكا وشمال فرنسا حاكمان على التوالي:
- 10 مايو 1940 - 1 يونيو 1940 - غيرد فون رونتشتيت (مواليد 1875 - 1953 م) وفيدور فون بوك (مواليد 1880 - 1945 م)
- 1 يونيو 1940 - 18 يوليو 1944 - ألكساندر فريهر فون فالكنهاوزن (مواليد 1878 - 1966 م)

استمر هذا الوضع حتى يوليو 1944، عندما تم تعيين Reichskommissar für Belgien-Nordfrankreich :
- 18 يوليو 1944 - يناير 1945 - جوزيف جروهي (مواليد 1902 - 1988) NSDAP

في ديسمبر 1944، عندما قام الحلفاء بالفعل بتحرير كل بلجيكا تقريبًا، تم تقسيم أراضيها إلى ثلاثة كيانات من نوع Gau كأجزاء متكاملة («جرمانية») من الرايخ: العاصمة البلجيكية بروكسل (بروسيل بالألمانية)، بقيت بروكسل باللغة الهولندية وبروكسل بالفرنسية) مباشرة تحت رايخسوميسار الألمانية باعتبارها منطقة بروكسل، ولكن تم تقسيم الجزء الأكبر من البلاد ووضعها تحت حكم قادة الحزب الفاشي البلجيكي (نظريا) كغوليتر مع الفوهرر كالقاب-تقليد بلغاتهم الوطنية:
- 15 ديسمبر 1944 - 1945 - جيف فان دي فييلي (مواليد 1902 - 1979 م) (في ألمانيا في المنفى؛ رئيس حزب ديفلاج)
- 8 ديسمبر 1944 - 1945 - ليون ديغريل (مواليد 1906 - 1994) (كما بقي في ألمانيا في المنفى، على الرغم من أن القوات الألمانية استعادت جزء من والونيا في ديسمبر 1944 - يناير 1945)؛ رئيس حزب ركسست)

### الأراضي السوفيتية
قبل بدء عملية بارباروسا (حملة الجبهة الشرقية ضد الاتحاد السوفيتي) في 22 يونيو 1941، اقترح الفكري روزنبرغ النازي التقسيم الإداري للأراضي السوفيتية المحتلة في رايخسوميسار التالية، أولهما فقط سوف يصبح حقيقة من خلال الغزو العسكري الناجح لكن الباقيين بقيو على الورق فقط:
- أوستريار (دول البلطيقوروسيا البيضاء والأجزاء المجاورة لغرب روسيا)؛
- أوكرانيا (أوكرانيا والأجزاء الشمالية من جنوب روسيا)؛
- القوقاز (القوقاز والأجزاء الجنوبية من جنوب روسيا)؛
- موسكوفين (منطقة موسكو الحضرية وبقية أقرب المناطق الأوروبية الروسية)؛
- تركستان (جمهوريات الاتحاد السوفيتي في آسيا الوسطى والترك على أساس عرقي).

هذا يشير إلى وجود نية لتدمير روسيا ككيان سياسي، حيث نظم النازيون المناطق المتاخمة للمقاطعات الشرقية من ألمانيا الكبرى وفقًا لفكرة ليبينسروم الجيوسياسية (Drang nach Osten)، لإفادة الأجيال الآرية المستقبلية. عندما دخلت القوات الألمانية الأراضي السوفيتية، وقامت بتنفيذ هذه الخطة الإدارية على الفور في «أوستريا» في أراضي البلطيق و«أوكرانيا» في أوكرانيا، برئاسة هينريتش لوحز وإريك كوخ على التوالي. قام هؤلاء المسؤولون بتنفيذ التدابير الموضوعة في الخطة بحذافيرها خلال كامل فترة إدارتهم، حتى عامي 1943-1944، عندما تم طرد الألمان بعد معركة كورسك بالقوة تدريجياً.

#### أوستريا -إيستلاند
في 17 تموز (يوليو) 1941، أُنشئت ولاية أوستريا («إيستلاند») التابعة لريتشكوميسيساريتا، وسرعان ما توحدت ليتوانيا التي احتلتها ألمانيا ولاتفيا (من 1 سبتمبر 1941) وإستونيا (من 5 ديسمبر 1941) وروسيا البيضاء. تم تنظيم أوستريا إلى أربع مناطق عامة (Generalbezirke)؛ كانت مدينة ريغا (Gebiet Riga Stadt) هي العاصمة (اللاتفية) فقط التي تديرها Reichskommissar für das Ostland مباشرة. وكان شاغلو الوظيفة:
- 17 يوليو 1941 - 26 سبتمبر 1944 - هنريش لوهسي (مواليد 1896 - 1964 م)، NSDAP
- 26 سبتمبر 1944 - 2 فبراير 1945 - إريك كوخ (مواليد 1896 - 1986)، NSDAP (تم إخلاء الأمر بحكم الأمر الواقع في 13 أكتوبر 1944 عندما استولى الجيش الأحمر السوفيتي على ريغا، لكنهم لم يحلو أوستلاند رسميًا حتى 2 فبراير 1945)

#### أوكرانيا
الأراضي في أوكرانيا التي تحتلها ألمانيا منذ 25 يونيو 1941 كانت في البداية تحت إدارة حاكم عسكري:
- 25 يونيو 1941 - 31 أغسطس 1941 - كارل رودولف جيرد فون رونستدت (مواليد 1875 - 1953 م)

تم تأسيس رايخسوميسار الأوكراني في 20 أغسطس 1941، تحت قيادة Reichskommissar für die Ukraine. وكان شاغلو الوظيفة التالية اسمائهم:
- 20 أغسطس 1941 - 6 أكتوبر 1943 - إريك كوخ (مواليد 1896 - 1986)، NSDAP
- 1942 - 30 سبتمبر 1943 - بول دارجيل (بالنيابة عن كوخ) (مواليد 1903 - 19 م)، NSDAP
- أكتوبر 1943 - 1944 - كيرت فون جوتبرج (مواليد 1896 - 1945 م)، NSDAP

#### روسيا الوسطى
لم تخضع روسيا الوسطى أبداً لسيطرة ألمانية كافية للسماح بنقلها إلى الإدارة المدنية، ولكن تم تعيين Reichskommissar für Moskowien في 17 يوليو 1941:
- سيغفريد كاش (مواليد 1903 - 1947 م)، NSDAP

#### القوقاز
لم يتم إخضاع القوقاز لسيطرة ألمانية كافية للسماح بنقلها إلى الإدارة المدنية، ولكن تم تعيين Reichskommissar für die Kaukasus في 17 يوليو 1941:

## روابط خارجية
- WorldStatesmen هنا النرويج - رؤية كل بلد حاضر
- محاكمة مجرمي الحرب الكبار الألمان، اليوم السادس والثمانون: الأربعاء، 20 مارس 1946